# Тевтрант
Вижте пояснителната страница за други значения на Тевтрант.
Тевтрант (на старогръцки: Τεύθρας, Teuthras) в гръцката митология е епонимски владетел на Тевфрания или на Мизия.
Тевтрант е най-известен с историята за Авга и Телеф. Тевтрант намира на пясъка на морския бряг изхвълената в сандък Авга, жени се за нея и отглежда Телеф. Друга история разказва Плутарх: Тевтрант убива на планината Трасилос един свещен глиган на Артемида, който го наказва с лудост. Едва едно жертвоприношение на майка му го излекува отново. След това той преименува планината Тевтрас, днес планина северно от Бергама в Турция.
Тевтрант е вероятно син на Мидий и Арга.